# Bogomolje
Bogomolje falu Horvátországban, Hvar szigetén. Közigazgatásilag Sućurajhoz tartozik.

## Fekvése
Splittől légvonalban 61 km-re délkeletre, Makarskától 18 km-re délre, Jelsától légvonalban 25, közúton 33 km-re keletre, községközpontjától légvonalban 15, közúton 18 km-re nyugatra, a Hvar sziget keleti részén fekszik. Mivel itt a sziget már nagyon összeszűkül, az északi és adéli oldalon is számos öböl tartozik hozzá. Négy településrésze Selo (a központban), Račevina (nyugaton), Jerkov Dvor (délen) és Glava Maslinova (keleten). Rajtuk kívül az utóbbi időben házak épültek néhány öbölben is. Ezek többsége csak a turistaszezonban lakott, de néhányat a tulajdonosok egész évben laknak. Az öblök közül az első ilyen lakott hely az északra fekvő Bristova-öböl volt, ahol régóta működik kikötő is. További északi öblök a Stara, a Zavala, a Solotiša, a Male és a Vele Gačice, valamint a Mala és a Vela Pogorila. Délen a Lađena, a Pelinovik Donji és Gornji, valamint a Smokvina-öböl található. Az öblökben szép fekvésű strandok találhatók, melyekhez aszfaltozott, illetve makadámutak vezetnek. Valamennyi autóval is megközelíthető.

## Története
A települést a 16. században népesítették be a szárazföld belsejéből a török invázió elől a makarskai riviérához tartozó Živogošćén át ide menekült horvátok. A Kármelhegyi boldogasszony templomot a 17. század végén építették, azelőtt Bogomolje és a közeli Gdinj hívei a Gdinjben állt 16. századi templomot közösen használták. Területe a Velencei Köztársaság fennhatósága alá tartozott. A velencei uralomnak 1797-ben vége szakadt és osztrák csapatok vonultak be Dalmáciába. 1806-ban a sziget az osztrákokat legyőző franciák uralma alá került, de Napóleon lipcsei veresége után újra az osztrákoké lett. 1857-ben 378, 1910-ben 778 lakosa volt. A 20. század első felében Bogomolje lakói népesítették be a Pelješac-félszigeten fekvő Lovištét, ahol korábban birtokaik voltak. 1918-ban az új szerb-horvát-szlovén állam, majd később Jugoszlávia része lett. Görögkatolikus templomát 1934-ben építették. A II. világháború után a szocialista Jugoszláviához került. 1991-től a független Horvátország része. 2011-ben 100 lakosa volt. A településen üzlet, postahivatal, bár, kultúrház működik.

## Népesség
| Lakosság változása | Lakosság változása | Lakosság változása | Lakosság változása | Lakosság változása | Lakosság változása | Lakosság változása | Lakosság változása | Lakosság változása | Lakosság változása | Lakosság változása | Lakosság változása | Lakosság változása | Lakosság változása | Lakosság változása | Lakosság változása |
| ------------------ | ------------------ | ------------------ | ------------------ | ------------------ | ------------------ | ------------------ | ------------------ | ------------------ | ------------------ | ------------------ | ------------------ | ------------------ | ------------------ | ------------------ | ------------------ |
| 1857               | 1869               | 1880               | 1890               | 1900               | 1910               | 1921               | 1931               | 1948               | 1953               | 1961               | 1971               | 1981               | 1991               | 2001               | 2011               |
| 378                | 464                | 455                | 520                | 654                | 778                | 822                | 572                | 535                | 514                | 457                | 337                | 250                | 140                | 98                 | 100                |

## Nevezetességei
- A Kármelhegyi boldogasszony plébániatemplomot a 17. század végén építették. Kőből épített latin kereszt alaprajzú, egyhajós épület. Homlokzata felett három harang számára kialakított pengefalú harangtorony található. A templomot alacsony kőfal övezi.

- Görögkatolikus templomát 1934-ben építették.

## Gazdaság
A lakosság hagyományosan mezőgazdasággal, valamint szőlő- és olívatermesztéssel foglalkozik. A települést örökzöld növények övezik, melyek közül a leggyakoribb a levendula. Ebből is állítanak elő olajat, melyet a többi termékkel együtt a sziget útjain árulnak. 

## Kultúra
A helyi Aleleho egyesület a kultúrház területén több nyári szombaton megrendezi a Bogomoljei Nyári Esték nevű vidám zenés fesztivált. 